# أنجيلين فلور بوا
أنجيلين فلور بوا (من مواليد 17 أبريل 1995) عارضة أزياء فلبينية بلجيكية وحاملة لقب ملكة جمال، أصبحت أول ملكة جمال من أصل فلبيني تفوز بالمسابقة الوطنية.
فازت بوا المولودة في بلجيكا لأبوين فلبينيين في مسابقة ملكة جمال بلجيكا 2018 بعد فوزها في المسابقة الإقليمية ملكة جمال أنتويرب. و ثم مثلت بلجيكا في مسابقة ملكة جمال العالم 2018. كما ستمثل بلجيكا في ملكة جمال الكون 2019.

## نشأته
ولدت أنجيلين فلور بوا في أنتويرب في 17 أبريل 1995. والدها فلبيني صيني بينما كانت والدتها فلبينية. لقد نشأت في حي بورغرهوت.

## روابط خارجية
- موقع أنجيلين فلور بوا الرسمي
- أنجيلين فلور بوا على إنستغرام

| الجوائز و الإنجازات   | الجوائز و الإنجازات         | الجوائز و الإنجازات       |
| --------------------- | --------------------------- | ------------------------- |
| سبقه زوي برونيت       | ملكة جمال الكون بلجيكا 2019 | تبعه                      |
| سبقه روماني شوت       | ملكة جمال بلجيكا 2018       | تبعه إيلينا كاسترو سواريز |
| سبقه إليزابيث فان ديك | أنتويرب 2017                | تبعه إيلينا كاسترو سواريز |